# Adisura aerugo
Adisura aerugo là một loài bướm đêm trong họ Noctuidae.